# Крамниця застосунків
Крамниця застосунків — тип платформ цифрового поширення комп'ютерного програмного забезпечення (а саме застосунків), найчастіше — в контексті мобільних пристроїв. Застосунки можуть здійснювати низку функцій, але, за визначенням, не є обов'язковими для роботи самого комп'ютера. Складні комп'ютерні програми, розроблені для персональних комп'ютерів, можуть мати аналоги, розроблені для мобільних пристроїв. Сьогодні застосунки розробляють для функціонування на окремих операційних системах, як-от сучасних iOS, macOS, Windows або Android. Раніше оператори мобільного зв'язку мали власні портали для застосунків та пов'язаного медія-вмісту.